# Zliv
Zliv (en allemand : Sliw) est une ville du district de České Budějovice, dans la région de Bohême-du-Sud, en République tchèque. Sa population s'élevait à 3 502 habitants en 2023.

## Géographie
Zliv se trouve à 8 km au sud-sud-est de Hluboká nad Vltavou, à 14 km au nord-ouest de České Budějovice et à 113 km au sud de Prague.
Le territoire de la commune englobe l'étang de Bezdrev d'une superficie de 3,94 km2.

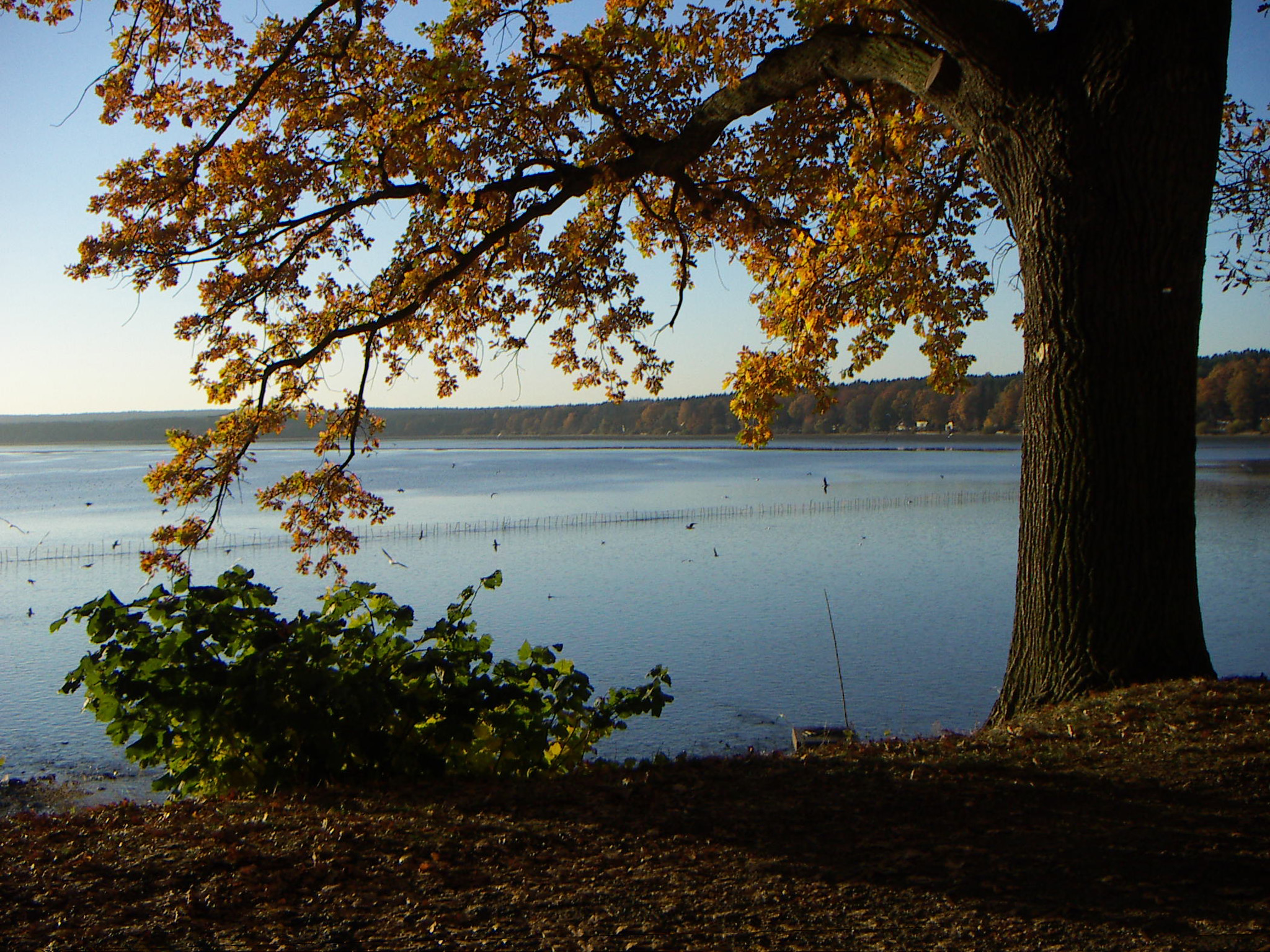
L'étang de Bezdrev en octobre.

La commune est limitée par Mydlovary et Zahájí au nord, par Hluboká nad Vltavou à l'est, par Dasný au sud et par Pištín au sud et à l'ouest.

## Histoire
Zliv a le statut de ville depuis 1960.

## Galerie

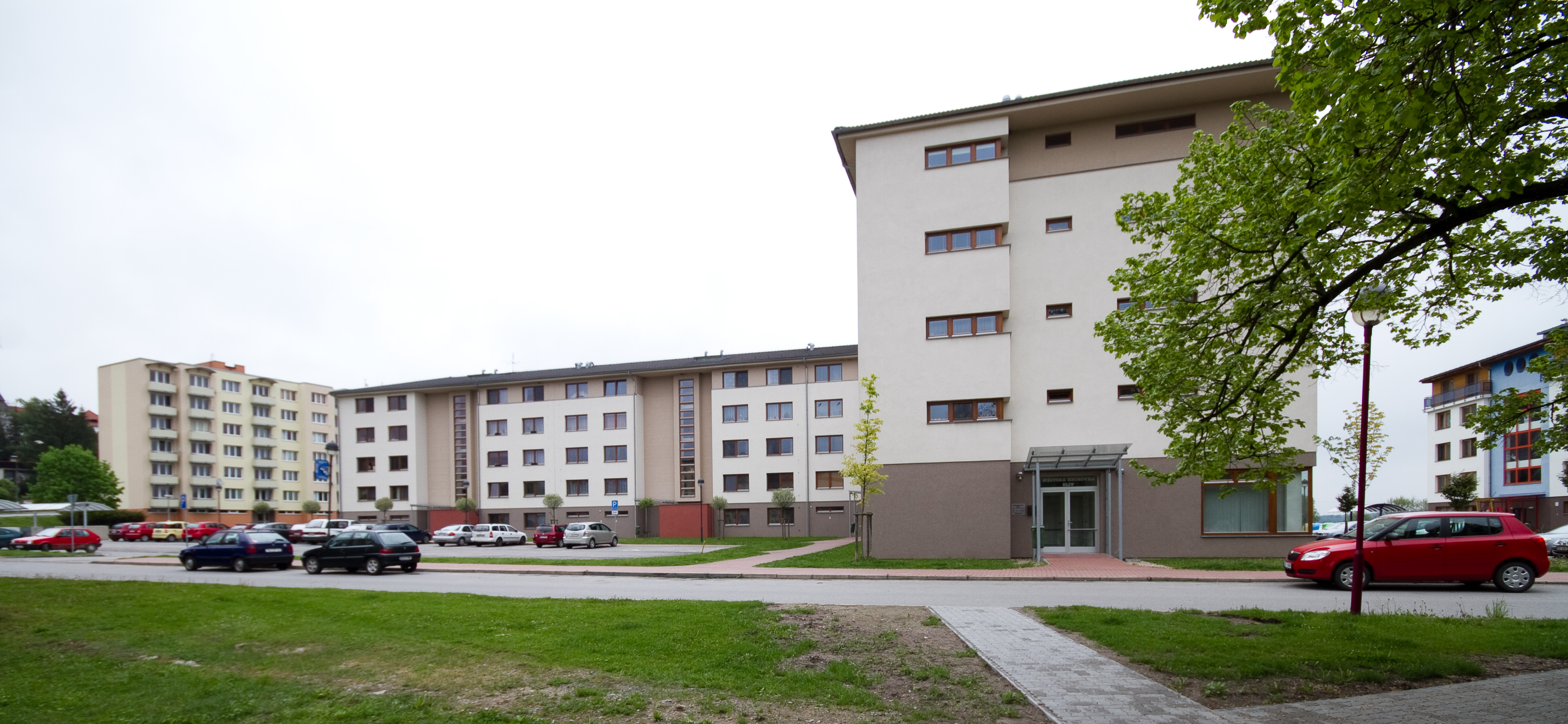
Bibliothèque municipale.
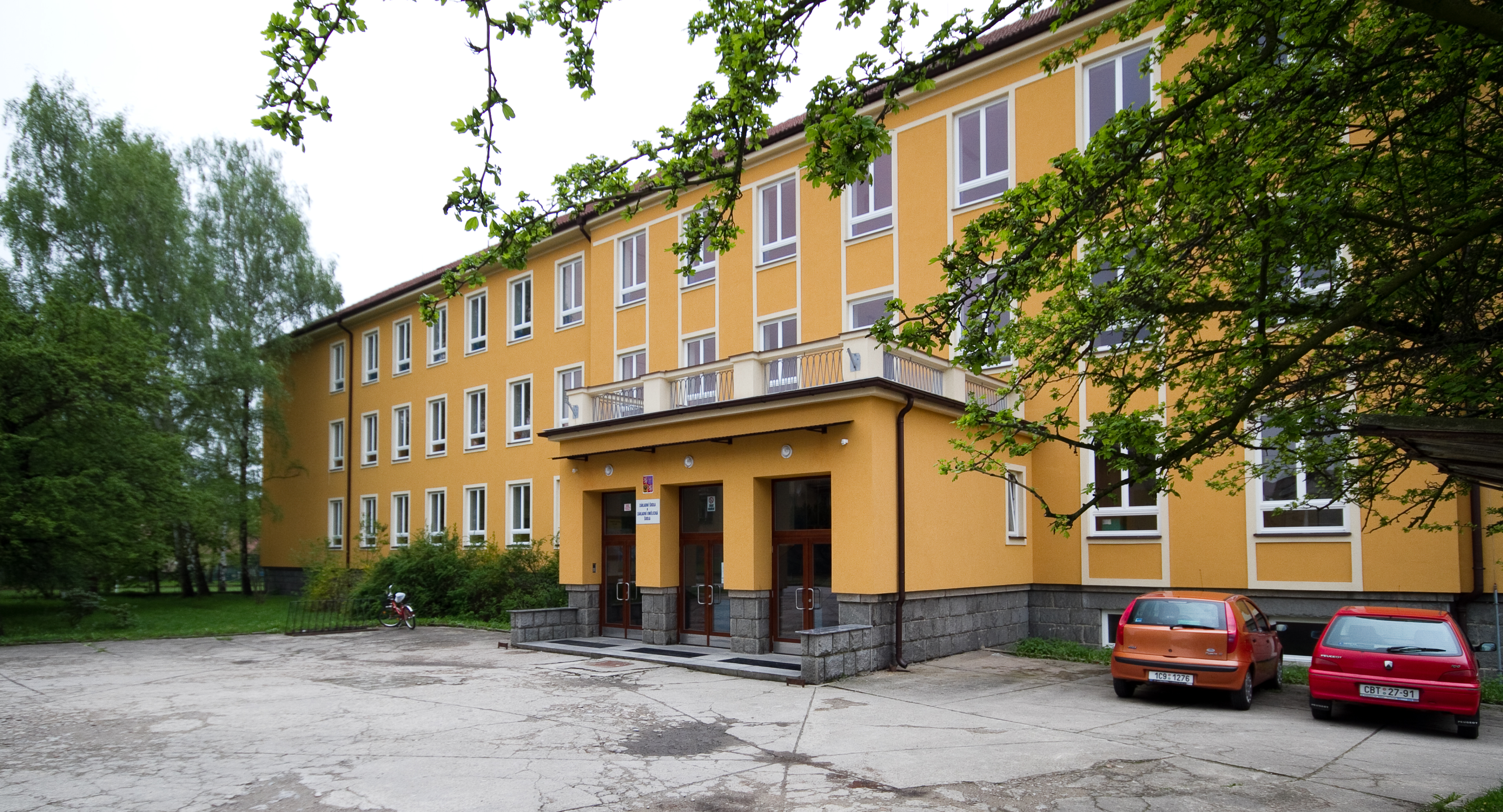
École primaire de Zliv.

## Transports
Par la route, Zliv se trouve à 17 km de Ceské Budejovice et à 148 km de Prague.